# Rantajärvi (Nedertorneå socken, Norrbotten)
Rantajärvi är en sjö i Haparanda kommun i Norrbotten och ingår i Keräsjoki-Sangisälvens kustområde.